# Sepedonium ampullosporum
Sepedonium ampullosporum är en svampart som beskrevs av Damon 1952. Sepedonium ampullosporum ingår i släktet Sepedonium och familjen Hypocreaceae.   Inga underarter finns listade i Catalogue of Life.